# نیکیاس
نیکیاس سیاستمدار آتن باستان که پس از فوت پریکلس در بحبوحه جنگ‌های پلوپونزی رهبر جناح محافظه‌کار در مجلس آتن بود. او پس از مذاکرات در سال ۴۲۱ صلح موقتی با اسپارتی‌ها را پیش برد که به صلح نیکیاس معروف است. اما پیمان نیکیاس عملاً هرگز به اجرا درنیامد زیرا متحدان اسپارت به ویژه کورنت و تب از پذیرش آن امتناع ورزیدند. همچنین یک رهبر نظامی جدید به نام آلکیبیادس آتنی‌ها را تشویق به اشغال سیراکوز در سیسیل کرد تا به این ترتیب خرج مایحتاج جنگ تأمین بشود. علی‌رغم مخالفت نیکیاس، آتنی‌ها به جزیره سیسیل یورش بردند. پس از حرکت ناوگان آتن به سمت سیسیل، دشمنان آلکیبیادس او را به تخریب تندیس‌های مذهبی متهم کردند. هنگامی که حکومت او را برای محاکمه به آتن فراخواند، آلکیبیاد به اسپارت فرار کرد. به این ترتیب فرماندهی جنگ بر دوش نیکیاس افتاد که فرماندهی بی‌کفایت بود. با توصیه آلکیبیادس به اسپارتی‌ها، آن‌ها ناوگانشان به سیراکوز سیسیل فرستادند که نتیجه آن شکست آتن در جنگ سیسیل بود. سربازان آتنی از جمله نیکیاس در این نبرد کشته شدند.